# Onciale 0280
- Papyrus
- Onciale
- Minuscules
- Lectionnaire

Le Codex 0280 (dans la numérotation Gregory-Aland), est un manuscrit du Nouveau Testament sur parchemin écrit en écriture grecque onciale.

## Description
Le codex se compose d'une folio. Il est écrit en deux colonnes par page, 24 lignes par colonne. Les dimensions du manuscrit sont 31 x 23 cm,. Les paléographes datent ce manuscrit du VIIIe siècle.
C'est un manuscrit contenant le texte de l'Épître aux Hébreux (9,14-18).
Le texte du codex Kurt Aland ne l'a pas placé dans aucune Catégorie.
Lieu de conservation
Il est conservé au Monastère Sainte-Catherine (N.E. ΜΓ 15a) à Sinaï,.